# Історія науки про зміни клімату
Історія наукових відкриттів про зміну клімату — почалася на початку 19-го століття, коли вчені запідозрили про льодовикові ери та інші природні зміни клімату Землі в минулому, і вперше виявили природний парниковий ефект. Наприкінці 19-го століття вчені вперше почали стверджувати, що людські викиди парникових газів можуть змінити клімат. Відтоді висунуто багато інших теорій зміни клімату, наприклад, під впливом вулканічної діяльності та внаслідок зміни сонячної активності. У 1960-х роках думки про нагрівальний ефект діоксиду вуглецю стали більш переконливими, хоча деякі вчені також зазначали, що діяльність людини у вигляді атмосферних аерозолів (наприклад, «забруднення») також може спричинити охолодження. У 1970-х роках наукова думка все більше схилялася в бік визнання потепління як наслідку дії парникових газів. До 1990-х років завдяки підвищенню надійності комп'ютерних моделей і спостережень, що підтвердили теорію Міланковича про льодовикові ери, переважна більшість вчених прийшла до консенсусу, що парникові гази відіграли значну роль у більшості кліматичних змін, а людські викиди вже запустили механізм значного глобального потепління.
Від 1990-х років наукові дослідження зі зміни клімату включили в себе багато нових дисциплін і розширилися, значно покращивши наше розуміння причинно-наслідкових зв'язків, зв'язків з історичними даними та здатність чисельно змоделювати кліматичні зміни. Останню за часом роботу підсумувала в своїй оцінковій доповіді Міжурядова група експертів з питань змін клімату. Зміна клімату — це істотна і довготривала зміна в статистичному розподілі погодних малюнків за періоди від десятиліть до мільйонів років. Це може бути зміна в середніх погодних умовах, або в розподілі погоди навколо середніх умов (наприклад, при більш або менш екстремальних погодних явищах). Зміни клімату викликані факторами, які включають океанічні процеси (наприклад, океанічну циркуляцію), біотичні процеси, зміни в інтенсивності сонячного випромінювання, яке отримує Земля, тектонікою плит і виверженнями вулканів, а також антропогенними змінами природного світу; саме ці антропогенні зміни нині викликають глобальне потепління, і термін «зміна клімату» часто використовують, щоб описати особливий вплив людини на природу.

## Регіональні зміни, віддавна до початку 19 століття
Віддавна люди підозрювали, що клімат певного регіону може змінюватися впродовж століть. Наприклад, Теофраст, учень Аристотеля, розповів, як осушення боліт зробило певну місцевість більш сприйнятливою до замерзання, і він припустив, що ґрунт нагрівся, коли вирубка лісів відкрила їх впливу прямих сонячних променів. Вчені Відродження і пізніших часів побачили, що збезлісіння, зрошування, і випас ще в давнину змінили землі навколо Середземного моря. Для них дієвість впливу людини на місцеву погоду була досить правдоподібною.
Найбільш яскраві зміни, очевидні впродовж одного життя, відбулися в 18-му і 19-му століттях: перетворення Східної Північної Америки з лісу на орні землі. До початку 19-го століття багато хто вважав, що це перетворення змінює клімат регіону, ймовірно, на краще. Коли плугатарі з'явилися на Великих рівнинах їм сказали, що «дощ йде за плугом». Не всі погодилися. Деякі експерти повідомили, що вирубка лісів не лише викликала швидку втрату дощової води внаслідок марних повеней, але й зменшила кількість опадів. Європейські професори, уважні до будь-яких доказів, що їхні народи були мудрішими, ніж інші, стверджували, що народи Стародавнього Близького Сходу, внаслідок недбальства, були перетворили свої колись плодючі землі на виснажені пустелі.
Тим часом, національні метеорологічні агентства почали збирати масиви надійних спостережень температури, опадів, тощо. Коли дані були проаналізовані, вони показали багато злетів і падінь, але жодних стійких довгострокових змін. До кінця 19-го століття наукова думка була рішуче повернулася проти віри у вплив людини на клімат. І якими б не були регіональні ефекти, мало хто припускав, що люди можуть впливати на загальний клімат планети.

## Палеокліматичні зміни та теорії їх причин, 19 століття

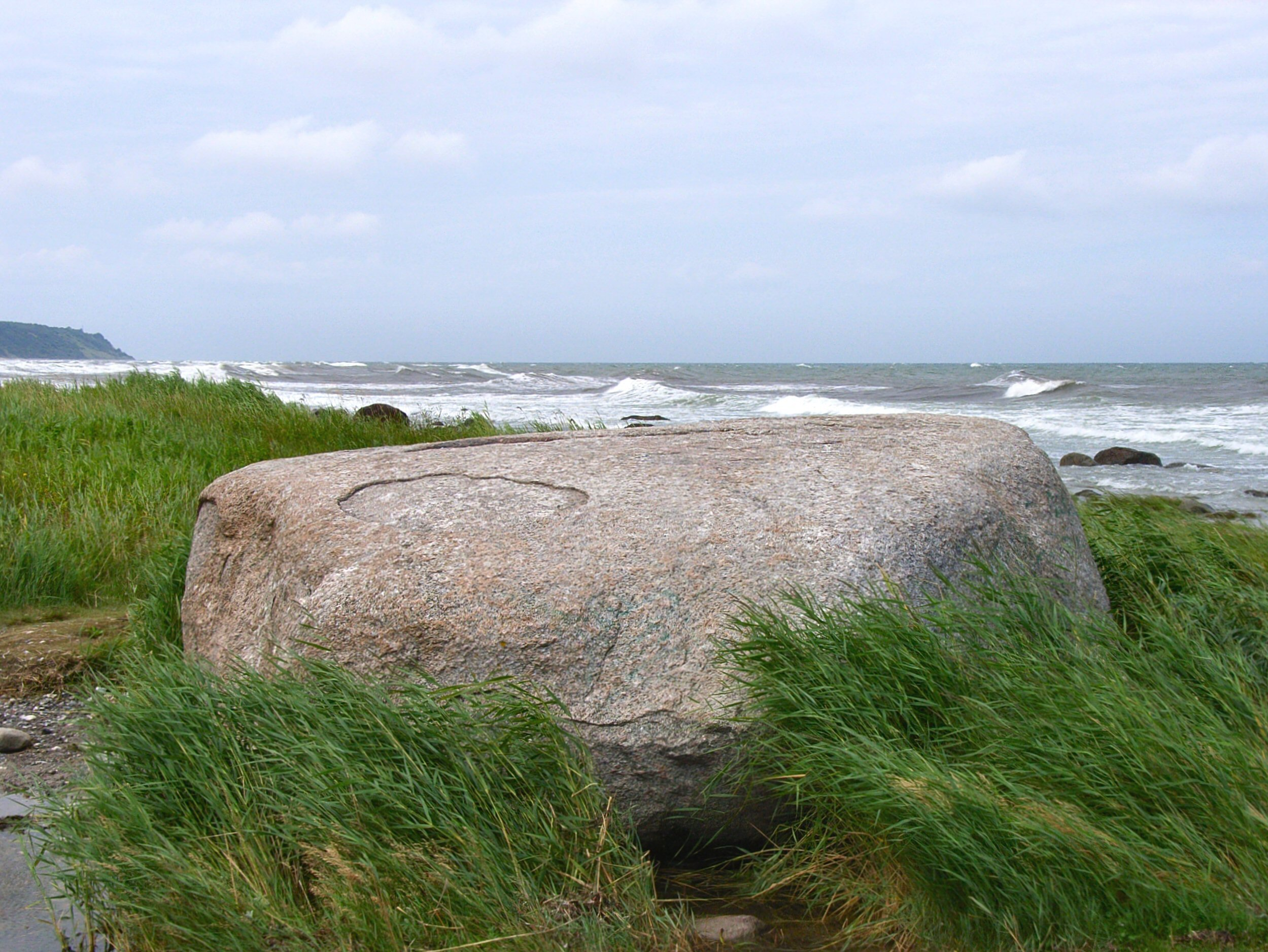
Ератичні валуни перенесені льодовиками, які нині перебувають далеко від будь-яких льодовиків, наштовхнули геологів на думку, що клімат змінювався в минулому

До початку 18-го століття вчені не підозрювали, що доісторичні клімати відрізнялися від сучасного періоду. До кінця 18-го століття геологи знайшли докази правонаступництва геологічних епох, яким відповідали певні зміни клімату. Були різні конкурентні теорії щодо цих змін, і Джеймс Хаттон, чиї ідеї циклічної зміни впродовж величезних періодів часу були пізніше названі уніформізмом, був серед тих, хто знайшов ознаки минулого льодовикової діяльності в місцях, які в наш час занадто теплі для льодовиків.
1815 року Жан-П'єр Перрадін уперше описав, як льодовики можуть бути відповідальні за гігантські валуни, які можна побачити в альпійських долинах. Коли він обійшов Валь-де-Бань, то побачив гігантські гранітні скелі, які були розкидані по всій вузькій долині. Потрібна була виняткова сила, щоб перемістити такі великі камені. Вчений помітив смуги на землі, які льодовики залишили після себе, і прийшов до висновку, що це була крига, яка несла валуни вниз у долини
Його ідею наукова спільнота спочатку сприйняла з недовірою. Жан-де-Шарпентьє писав: «Мені його гіпотеза здавалась настільки незвичайною і навіть екстравагантною, що я вважав її не вартою дослідження або навіть уваги». Попри початкову відмову Шарпентьє, Перрадін зрештою переконав Ігнаца Венетца, що можливо на здогад Перрадіна варто звернути увагу. Венетц переконав Шарпентьє, який, у свою чергу переконав впливового вченого Луї Агассиса, що льодовикова теорія має сенс.
Агассис розробив теорію про те, що він назвав «льодовиковим періодом», коли льодовики покривали Європу і більшу частину Північної Америки. У 1837 році Агассис першим науково припустив, що на Землі колись був льодовиковий період. Британець Вільям Бакленд робив спроби пристосувати геологічну теорію катастрофізму для пояснення наявності валунів та іншого «делювію» як залишків Біблійного потопу. Проти цього рішуче виступив Чарльз Лаєлл зі своєю версією хаттонівського уніформізму, отож сам Бакленд та інші геологи-катастрофісти поступово від неї відмовилися. Польова поїздка до Альп разом з Агассі в жовтні 1838 року переконала Бакленда, що геологічні особливості Великої Британії були спричинені минулим зледенінням. Він і Лаєлл тоді рішуче підтримали теорію льодовикового періоду, яка стала загальновизнаною до 1870 років.
У той самий час, коли вчені вперше запідозрили про зміни клімату та льодовикові періоди, Жозеф Фур'є, у 1824 році, показав, що земна атмосфера робить планету теплішою, ніж якби замість неї був вакуум. Фур'є зрозумів, що атмосфера пропускає хвилі видимого світла без перешкод до земної поверхні. Потім земля вбирає видиме світло і випускає назад інфрачервоне випромінювання. Але атмосфера не може пропустити інфрачервоні хвилі без перешкод, а отже це призводить до підвищення температури біля поверхні. Він також запідозрив, що діяльність людини може впливати на клімат, хоча його цікавили головним чином зміни в землекористуванні. У документі від 1827 року Фур'є наголошує: «Виникнення і прогрес людських суспільств, дія природних сил, можуть помітно змінити, причому в широких масштабах, стан поверхні, розподіл води і рухи великих мас повітря. Такі ефекти можуть призвести до змін протягом багатьох століть ступеню тепла; оскільки аналітичні вирази містять коефіцієнти, які пов'язані зі станом поверхні, і які значною мірою впливають на температуру».
1864 року Джон Тіндаль просунув роботу Фур'є на один крок уперед, коли досліджував поглинання інфрачервоного випромінювання різними газами. Він виявив, що водяна пара, вуглеводні такі як метан (CH4), а також діоксид вуглецю (CO2) сильно затримують випромінювання. Деякі вчені припустили, що льодовикові періоди та інші великі зміни клімату були викликані змінами в кількості газів, що викидаються внаслідок вулканічної діяльності. Але це було лише однією з багатьох можливих причин. Ще однією причиною могла бути зміна сонячної активності. Змінами в характері океанічних течій також можна пояснити багато змін клімату. Підйоми і опускання гірських хребтів, які помітні за періоди мільйонів років, могли б змінити структуру вітрів і океанічних течій. Або, можливо, клімат континенту не змінювався взагалі, але ставав теплішим або холоднішим через зміщення полюсу (північний полюс зміщується туди, де раніше був екватор, або щось подібне). Були десятки теорій.
Наприклад, у середині 19-го століття Джеймс Кролл опублікував розрахунки, як тяжіння Сонця, Місяця і планет тонко впливає на рух і орієнтацію Землі. Нахил земної осі і форма її орбіти навколо Сонця точно корелюються з циклами, які тривають десятки тисяч років. Впродовж деяких періодів північна півкуля взимку отримувала трохи менше сонячного світла, ніж вона отримувала протягом інших століть. Сніг накопичувався, відбиваючи сонячне світло і призводячи до самопідтримуваного льодовикового періоду. Однак більшість вчених знайшли ідеї Кролла, як і будь-які інші теорії зміни клімату, непереконливими.

## Перші розрахунки людського впливу на зміни клімату, 1896

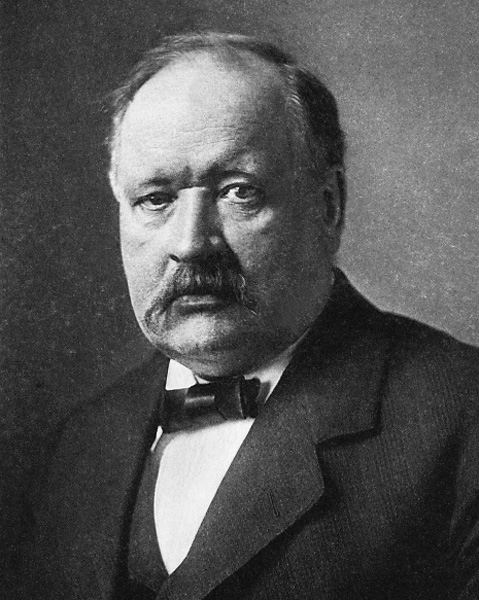
1896 року Сванте Арреніус розрахував, що подвоєння вмісту двоокису вуглецю в атмосфері призведе до збільшення температури поверхні на 5-6 градусів Цельсія.

До кінця 1890-х років американський учений Семюел Пірпонт Ленглі намагався визначити температуру поверхні Місяця шляхом вимірювання інфрачервоного випромінювання, що приходить до Землі від Місяця. Кут Місяця в небі під час вимірювань визначав через яку кількість СО2 і водяної пари мало пройти випромінювання Місяця, щоб досягнути поверхні Землі. Нижче розташування Місяця над горизонтом давало нижчий результат. Це не стало новиною оскільки вчені знали про поглинання інфрачервоного випромінювання вже впродовж десятиліть.
Шведський вчений Сванте Арреніус використав спостереження Ленглі щодо підвищеного інфрачервоного поглинання, коли промені Місяця проходять через атмосферу Землі під малим кутом зустрічаючи більше діоксиду вуглецю (СО2), щоб оцінити ефект охолодження атмосфери від майбутнього зниження вмісту СО2. Він зрозумів, що охолоджена атмосфера буде втримувати менше водяної пари (ще один парниковий газ) і розрахував додатковий охолоджувальний ефект. Він також зрозумів, що похолодання збільшить полощу сніжного і крижаного покриву у високих широтах, що змусить планету відбивати більше сонячного світла і, таким чином призведе до подальшого охолодження, як і припускав Джеймс Кролл. Арреніус у цілому підрахував, що зменшення кількості СО2 наполовину призведе до настання нового льодовикового періоду. Крім того, за його розрахунками, подвоєння кількості СО2 в атмосфері призведе до загального потепління на 5-6 градусів Цельсія.
Крім того, колега Арреніуса професор Арвід Гоґвом, якого Ареніус розлого цитував у своєму дослідження 1896 року Про вплив вуглекислого газу в повітрі на температуру Землі намагався кількісно оцінити природні джерела викидів СО2, щоб краще зрозуміти глобальний вуглецевий цикл. Гоґбом виявив, що оцінюваний обсяг виробництва газу з промислових джерел у 1890-х роках (переважно спалювання вугілля) був на одному рівні з природними джерелами.
Арреніус побачив, що ці штучні викиди вуглецю в кінцевому підсумку призведуть до потепління. Водночас, через відносно низьку швидкість виробництва СО2 станом на 1896 рік, Арреніус припускав, що процес потепління займе тисячі років, а також очікував, що він принесе користь для людства.

## Палеоклімати і плями на Сонці, від ранніх 1900-х до 1950-х років
Представники наукової спільноти піддали сумніву розрахунки Арреніуса і зробили їх частиною ширших дебатів стосовно того, чи зміни в атмосфері дійсно викликали льодовикові періоди. Експериментальні намагання виміряти інфрачервоне поглинання в лабораторії, як здавалося, показували маленькі відмінності результату при збільшенні рівня CO2, а також виявили значні збіги між поглинанням газами СО2 і поглинанням парами води. Всі ці результати показували, що збільшення викидів діоксиду вуглецю не даватиме значний кліматичний ефект. Пізніше виявлено, що ранні експерименти були недостатньо точними, враховуючи недосконалість тогочасних приладів. Багато вчених також вважали, що океани швидко поглинатимуть будь-який надлишок вуглекислого газу.
Іншим теоріям щодо причин зміни клімату також не пощастило. Значні просування відбулись у галузі спостережувальної палеокліматології, оскільки вчені в різних сферах геології розробили методи оцінки стародавніх кліматів. Вілмот Г. Бредлі виявив, що щорічні донні відкладення з глини на дні озер показують кліматичні цикли. Аризонський астроном Ендрю Еллікот Дуглас бачив сильні ознаки зміни клімату в річних кільцях. Відзначивши, що кільця були тонші в посушливі роки, він повідомив про вплив на клімат змін у сонячному випромінювання, зокрема, у зв'язку з браком у 17-му столітті сонячних плям (Мінімум Маундера), яке раніше зауважили Вільям Гершель та інші. Інші вчені, однак, знайшли достатні підстави сумніватися, що річні кільця можуть свідчити про щось окрім випадкових регіональних коливань. Значення річних кілець для досліджень клімату не мало під собою міцної опори до 1960-х років.
Впродовж 1930-х років найстійкішим прихильником зв'язку між сонячною активністю і кліматом був астрофізик Чарлз Грілі Аббот. До початку 1920-х років він прийшов до висновку, що сонячна «стала» не є насправді незмінною: його спостереження показали великі зміни, які він пов'язував із плямами на поверхні Сонця. Він і кілька інших вчених наполягали на цій точці зору до 1960-х років, переконуючи, що варіації сонячних плям були основною причиною зміни клімату. Інші вчені були налаштовані скептично. Проте, спроби прив'язати цикли сонячної активності до кліматичних циклів були популярні в 1920-х і 1930-х роках. Шановні вчені оголосили, що кореляції між цими двома явищами були достатньо надійними, щоб робити прогнози. Але згодом ці передбачення не справдились і ця теорія зажила поганої слави.
Тим часом сербський інженер Мілутін Міланкович, спираючись на теорію Джеймса Кролла, поліпшив громіздкі розрахунки різних відстаней і кутів випромінювання Сонця, коли Сонце і Місяць поступово збурюють орбіту Землі. Деякі спостереження донних відкладень (шарів бруду, що покриває дно озер) відповідали передбаченням Циклів міланковича, які тривають близько 21000 років. Попри це, більшість геологів відхилили астрономічну теорію. Бо період циклу Міланковича суперечив прийнятій послідовності, яка мала всього чотири льодовикові ери, і всі вони набагато довші, ніж 21000 років.
У 1938 році британський інженер Гай Стюарт Каллендар намагався відродити теорію парникового ефекту Арреніуса. Каллендар представив докази того, що одночасно і температура і рівень СО2 в атмосфері зростали впродовж останньої половини століття, і стверджував, що нові спектроскопічні вимірювання довели, що газ ефективно поглинає інфрачервоне випромінювання в атмосфері. Однак більшість наукової спільноти продовжувала ставити під сумнів або ігнорувати теорію.

## Зростання стурбованості в 1950-1960-х роках
Досконаліша спектрографія в 1950 році показала, що лінії поглинання СО2 і водяної пари не повністю перекриваються. Кліматологи також зрозуміли, що верхні шари атмосфери містять небагато води. Обидва відкриття показали, що випарювання не зможе компенсувати парниковий ефект СО2.
1955 року Ганс Зюсс, проаналізувавши вуглець-14 показав, що СО2 від викопного палива не відразу поглинається океаном. У 1957 році глибше розуміння хімії океану привело Роджера Ревелла до розуміння того, що верхній шар океану має обмежену здатність поглинати вуглекислий газ. До кінця 1950-х років, все більше вчених наполягали, що викиди вуглекислого газу можуть бути проблемою. Згідно з деякими прогнозами від 1959 року, рівень СО2 до 2000 року мав піднятися на 25 %, що мало б вплинути на клімат «радикальним» чином. У 1960 році Чарльз Девід Кілінг показав, що рівень СО2 в атмосфері справді зростає, як передбачив Ревелл. Тривога зростала рік за роком разом з підйомом «графіка Кілінга» для атмосферного СО2.
Ще один ключ до розуміння природи зміни клімату з'явився в середині 1960-х у результаті аналізу глибоководних cores, який зробив Чезаре Еміліані, та аналізу стародавніх коралів, автором якого був Валлас Брекер зі співробітниками. Згідно з їхніми дослідженнями було не чотири довгих льодовикових періоди, а велика кількість коротших, які регулярно чергувались. Виявилося, що час льодовикових періодів узгоджувався з малими орбітальними зрушеннями циклів Міланковича. Попри те, що питання залишалося спірним, деякі вчені почали припускати, що кліматична система є чутливою до малих змін і може легко перейти із одного стабільного стану в якийсь інший.
Вчені тим часом почали використовувати комп'ютери для розробки складніших версій розрахунків Арреніуса. У 1967 році, скориставшись можливістю цифрових комп'ютерів чисельно інтегрувати криві поглинання, Сюкуро Манабе і Річард Ветералд зробили перший докладний розрахунок парникового ефекту, що включає конвекцію («одновимірна випромінювально-конвективна модель Манабе-Ветералда»). Вони виявили, що за відсутності невідомих зворотних зв'язків, таких як зміни в хмарах, подвоєння двоокису вуглецю від поточного рівня призведе до збільшення глобальної температури приблизно на 2 °C.
До 1960-х років, аерозольне забруднення («смог») стало серйозною локальною проблемою в багатьох містах, і деякі вчені стали розмірковувати, чи охолодження через забруднення атмосфери твердими частинками може вплинути на глобальні температури. Вчені не були впевнені який з двох ефектів буде переважати: охолоджувальний від забруднення частинок, чи зігрівальний від викидів парникових газів. Але попри невпевненість, почали підозрювати, що людські викиди можуть бути руйнівними для клімату у 21-му столітті, якщо не раніше. У своїй книзі 1968 року Популяційна бомба Пол Ерліх писав, «парниковий ефект посилюється нині через значно підвищений рівень вуглекислого газу… [цьому] нині протистоять низькі хмари, що породжені інверсійними слідами літаків, пилом, та інших забруднювальними речовинами… Нині ми не можемо передбачити, якими будуть загальні кліматичні результати, коли ми перетворимо атмосферу в звалище».

## Вчені наполегливіше прогнозують потепління, 1970-і роки

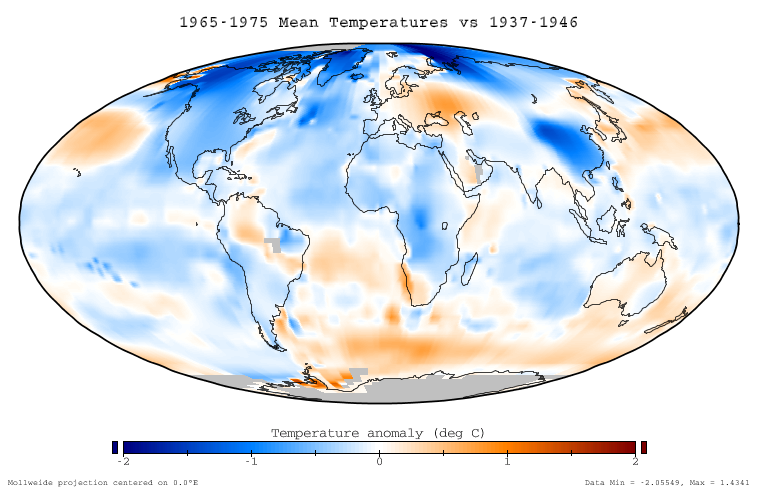
Середнє температурні аномалії від 1965 до 1975 відносно середньої температури між 1937 та 1946. Цей набір даних не був доступний на той час

На початку 1970-х свідчення того, що кількість аерозолів збільшується по всьому світі змушували Ріда Брайсона та деяких інших дослідників попереджати про можливість серйозного похолодання. Тим часом, нові докази кореляції між часовими рамками льодовикових періодів і передбачуваних орбітальних циклів дозволили припустити, що клімат поступово охолоджуватиметься впродовж більш як тисячі років. Однак стосовно прогнозів на сторіччя вперед, огляд наукової літератури з 1965 по 1979 показує, що 7 статей прогнозували похолодання і 44 потепління (багато інших статей про клімат не робили прогнозів). У подальшій науковій літературі статті, що передбачали потепління, були цитовані набагато частіше. Кілька тогочасних наукових груп прийшли до висновку, що необхідні додаткові дослідження, щоб визначити, чи настане потепління чи похолодання, вказуючи, що автори наукової літератури ще не прийшли до консенсусу
1972 року Джон Соєр опублікував дослідження Техногенний діоксид вуглецю і «парниковий» ефект. Він узагальнив тогочасні знання про цю науку, приписування діоксиду вуглецю антропогенного походження, розподіл та експоненціальне зростання, висновки, які, як і раніше, актуальні сьогодні. Крім того, він точно передбачив швидкість глобального потепління на період від 1972 до 2000 року.
|  | Збільшення на 25% СО2 очікується до кінця століття, йому відповідатиме збільшення на 0,6 °C світової температури - сума дещо більша, ніж кліматичні зміни останніх століть. - Джон Соєр, 1972 |

Основні тогочасні засоби масової інформації перебільшували попередження меншості вчених, яка очікувала неминучого похолодання. Наприклад, 1975 року Ньюсвік опублікував статтю, в якій наводив «зловісні ознаки того, що погодні умови на Землі почали змінюватися.». Далі автор статті стверджував, що докази глобального похолодання були настільки сильними, що метеорологам було «тяжко встигати за ними». 23 жовтня 2006 року Ньюсвік випустила оновлення про те, що та стаття була «дивовижно помилковою щодо близького майбутнього».
У перших двох «Звітах для Римського клубу» від 1972 року і 1974 роки було згадано про антропогенні зміни клімату, підвищення рівня CO2, а також збільшення кількості теплових відходів. Про останні Джон Голдрен написав у дослідженні, яке процитоване в 1 доповіді, «…, що глобальне потепління навряд чи наша найбільша безпосередня за часом загроза довкіллю. Однак воно може виявитися найбільш невблаганним, якщо ми зможемо уникнути всього іншого». Прості глобальні оцінки, що останнім часом були актуалізовані і підтверджені детальнішими модельними розрахунками, показують відчутний внесок теплових відходів у глобальне потепління після 2100 року, якщо темпи їх зростання не зменшаться сильно (нижче планки усереднених 2 % річних, яку вони перевищують від 1973 року).
Докази потепління накопичувались. До 1975 року Манабе і Ветералд розробили тривимірну глобальну модель клімату, яка давала доволі точне уявлення про нинішню ситуацію. Подвоєння рівня СО2 в змодельованій атмосфері дало зростанням глобальної температури приблизно на 2 °C. Кілька інших видів комп'ютерних моделей дали схожі результати: було неможливо зробити модель, яка б давала щось схоже на реальний клімат і не мати підвищення температури, при збільшенні концентрації СО2.
Незалежно від них 1976 року Ніколас Шеклтон і його колеги опублікували аналіз глибоководних cores, в якому показали, що переважний вплив на час льодовикових періодів виявив орбітальний цикл Міланковича протяжністю 100 тис. років. Це було несподівано, оскільки зміна в сонячному випромінюванні під час цього циклу була невеликою. Результат підкреслив, що кліматичною системою управляють зворотні зв'язки, і, таким чином вона сильно сприйнятлива до невеликих змін за певних умов.
У липні 1979 року Національна дослідницька рада опублікувала звіт,
з якого випливало (частково):
|  | Якщо припустити, що вміст CO2 в атмосфері підвищиться вдвічі і встановиться статистична теплова рівновага, то більш реалістичні моделі прогнозують глобальне потепління поверхні між 2 °С і 3,5 °С, з більшим підвищенням у високих широтах. ... Ми намагалися, але не змогли знайти якісь невраховані або занижені фізичні ефекти, які могли б зменшити нинішню оцінку глобального потепління при подвоєнні атмосферного CO2 до незначних пропорцій або взагалі призвести до протилежного результату.... |

1979 року Всесвітня кліматична конференція, яку провела Всесвітньої метеорологічної організації, прийшла до такого висновку: «здається ймовірним, що підвищена кількість вуглекислого газу в атмосфері може сприяти поступовому нагріванню нижньої атмосфері, особливо у високих широтах… Можливо, що деякі ефекти в регіональному і глобальному масштабах можна буде виявити до кінця цього століття, а до середини наступного століття вони стануть значущими».

## Консенсус починає формуватися, 1980—1988 роки
До початку 1980-х років невелика тенденція до похолодання від 1945 до 1975 зупинилася. Аерозольне забруднення знизилося в багатьох районах шляхом впровадження екологічного законодавства та завдяки змінам у використанні палива, і стало ясно, що охолоджувальний ефект від аерозолів не збирається суттєво збільшуватися, а рівень вуглекислого газу поступово зростатиме.
1982 року Ханс Ечґер та Віллі Дансґаард зі співробітниками пробурили в Гренландії льодяні керни, які показали драматичні коливання температури в межах століття в далекому минулому. Найпомітніша зі змін, яку вони зареєстрували, відповідає шаленим коливанням клімату в пізньому дріасі, які можна побачили за змінами в типах пилку на дні озер по всій Європі. Вочевидь різкі кліматичні зміни були можливі протягом життя людини.

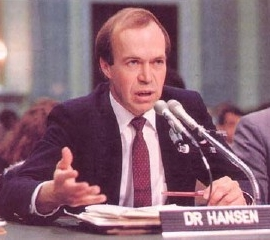
Джеймс Хансен під час свого звернення до Конгресу 1988 року, в якому він попередив громадськість про небезпеки глобального потепління

1973 року британський учений Джеймс Лавлок припустив, що хлорфторвуглеводні (ХФВ) можуть спричиняти глобальне потепління. У 1975 році Вірабхадран Раманатхан виявив, що молекула ХФВ може бути в 10 тис. разів ефективнішою як поглинач інфрачервоного випромінювання, ніж молекула вуглекислого газу, що робить ХФВ потенційно важливим чинником глобального потепління, попри їх дуже низьку концентрацію в атмосфері. Хоча більшість ранніх робіт щодо ХФВ зосереджені на їх ролі у виснаженні озонового шару, до 1985 року Раманатхан та інші дослідники показали, що ХФВ разом з метаном та іншими trace gases можуть майже так само вплинути на зміну клімату, як і збільшення СО2. Іншими словами, глобальне потепління відбуватиметься вдвічі швидше, ніж очікували.
1985 року спільна конференція ЮНЕП/ВМО/МСНС щодо «Оцінки ролі вуглекислого газу та інших парникових газів у кліматичних коливаннях і пов'язаних з ними наслідків» прийшла до висновку, що парникові гази, «як очікується», викличуть значне потепління в наступному столітті, і що принаймні деяке потепління неминуче.
Тим часом, ice cores, що їх пробурила франко-радянська команда на станції Восток в Антарктиді показали, що графіки СО2 і температури одночасно йшли вгору і вниз в широких межах під час останніх льодовикових періодів. Це підтвердило залежність температури від рівня СО2, цього разу вже без застосування комп'ютерних моделей, посиливши консенсус науковців щодо потепління. Результати також вказують на потужні біологічні і геохімічні зворотні зв'язки.
У червні 1988 року, Джеймс Гансен зробив одну із перших оцінок, що потепління спричинене людиною вже викликало зміну глобального клімату, яку можна зареєструвати приладами. Вчений навіть виступив перед Конгресом США з прогнозом глобального потепління, однак, на той час, йому не дуже повірили. Невдовзі після цього «Всесвітня конференція з проблем змінюваної атмосфери: Наслідки для глобальної безпеки» зібрала сотні науковців та інших зацікавлених осіб у Торонто. Вони прийшли до висновку, що зміни в атмосфері через людське забруднення «являють собою серйозну загрозу для міжнародної безпеки і вже призводять до згубних наслідків у багатьох частинах земної кулі», і заявили, що до 2005 року світ повинен знизити викиди приблизно на 20 % нижче від рівня 1988 року.
У 1980-х відбулися важливі прориви у зв'язку з глобальними екологічними проблемами. Наприклад Виснаження озонового шару був пом'якшене Віденською конвенцією (1985) і Монреальським протоколом (1987). Кислотні дощі переважно регулюються на національному та регіональному рівнях.

## Сучасність: від 1988 — дотепер
1988 року ВМО заснувала Міжурядову групу експертів з питань змін клімату за підтримки ЮНЕП. МГЕЗК продовжує свою роботу дотепер, і видає серію доповідей про оцінку та додаткових звітів, які описують стан наукового розуміння на час виходу кожної з доповідей. У своїх доповідях приблизно раз на 5-6 років МГЕЗК представляє наукові розробки протягом цього періоду. До сьогодні вийшли такі доповіді: 1990 рік (перша), 1995 (друга), 2001 (третя), 2007 (четверта) і 2014 (п'ята), шоста (2021).
Від 1990-х років дослідження зі зміни клімату розширились і виросли, пов'язавши між собою багато областей, таких як науки про атмосферу, чисельне моделювання, поведінкові науки, геологія та економіка. Великі журнали нині часто публікують наукові статті про зміну клімату. Це такі журнали як Science Американської асоціації сприяння розвитку науки і Nature. Крім того, є тематично орієнтовані журнали з досліджень зміни клімату, такі як Nature Climate Change, Climate Change, Journal of Climate, Wiley Interdisciplinary Reviews: Climate Change, і International Journal of Climate Change Strategies and Management;. Крім того, багато журналів із суміжних питань продовжують публікувати статті, які будують науку про зміни клімату (наприклад, Quaternary Research).